# Pedro Morales Torres
Pedro Morales Torres (La Serena, Chile, 8 de agosto de 1932-Santiago, 13 de septiembre de 2000) fue un entrenador de fútbol chileno. Dirigió a Huachipato, Everton y Colo-Colo, además ser ayudante de Luis Álamos en 1974 y de dirigir a la Selección de fútbol de Chile para las clasificatorias a México 1986.

## Trayectoria
Profesor de Enseñanza Básica, especializado en Educación Física, jugó como futbolista profesional en Deportes La Serena.
En 1960 realiza el curso de entrenador que fue dictado por Fernando Riera y Gabriel Hanott. En 1964 obtiene el título de Entrenador Nacional y en 1966 el de Entrenador Instructor.
Entre los años 1960 y 1967, junto con ser técnico de las divisiones inferiores de Colo-Colo fue ayudante técnico del primer equipo albo, con los entrenadores José Manuel Moreno, José María Rodríguez, Hugo Tassara, Hernán Carrasco, Andrés Prieto.
En 1968 asumió como DT de Deportes La Serena, el siguiente año (1969) dirige técnicamente a San Antonio Unido Portuario
En 1970 va a Huachipato, como jefe de cadetes y ayudante de Andrés Prieto en el primer equipo. En 1971 dirige a Ñublense de Chillán y es nominado por Fernando Riera para asumir el cargo de entrenador de la Selección Zona Sur.
Entre los años 1972 a 1974 es el DT de Huachipato. Simultáneamente el año 1972 viaja a Lima con Luis Álamos a un curso internacional dictado por la FIFA. 
En 1973 es elegido ayudante de Luis Álamos DT de la Selección de Chile, y como tal viaja al Mundial 1974 de Alemania. Ese mismo año dirige a la Selección de Chile en la Copa Dittborn con Argentina y la Copa Acosta Ñu con Uruguay.
Entre los años 1976 y 1978 dirige a Everton. Los siguientes dos años (1979 y 1980) es el DT de Colo-Colo.
En la primera rueda del torneo de 1981 dirige a Universidad Católica. Al siguiente año (1982) se va Audax Italiano y en 1983 dirige a Santiago Wanderers.
En 1985, tras la renuncia de Vicente Cantatore, Morales es nombrado como técnico de la selección chilena, dirigiendo a La Roja en las Clasificatorias para el Mundial de México 86, donde no logró calificar a la cita planetaria.
En 1990, fue contratado como Gerente Técnico de Universidad de Chile, al que luego terminó dirigiendo entre 1990 y 1991.

## Clubes
| Club                         | País  | Año       |
| ---------------------------- | ----- | --------- |
| Colo-Colo                    | Chile | 1960-1967 |
| Deportes La Serena           | Chile | 1968      |
| San Antonio Unido            | Chile | 1969      |
| Huachipato                   | Chile | 1970      |
| Ñublense                     | Chile | 1971      |
| Huachipato                   | Chile | 1972-1974 |
| Selección de fútbol de Chile | Chile | 1974-1975 |
| Everton                      | Chile | 1976-1978 |
| Colo-Colo                    | Chile | 1979-1980 |
| Universidad Católica         | Chile | 1981      |
| Audax Italiano               | Chile | 1982      |
| Santiago Wanderers           | Chile | 1983      |
| Selección de fútbol de Chile | Chile | 1985      |
| Universidad de Chile         | Chile | 1990-1991 |

## Palmarés

### Campeonatos nacionales
| Título           | Equipo     | País  | Año  |
| ---------------- | ---------- | ----- | ---- |
| Primera División | Huachipato | Chile | 1974 |
| Primera División | Everton    | Chile | 1976 |
| Primera División | Colo-Colo  | Chile | 1979 |

## Muerte
El 13 de septiembre de 2000 falleció producto de una infección renal y hepática, en el Hospital Clínico de la Universidad Católica.